# Stenoma mendax
Stenoma mendax es una especie de polilla del género Stenoma, orden Lepidoptera.
Fue descrita científicamente por Zeller en 1855.

## Distribución
Habita en el continente de América. 